# Siesta

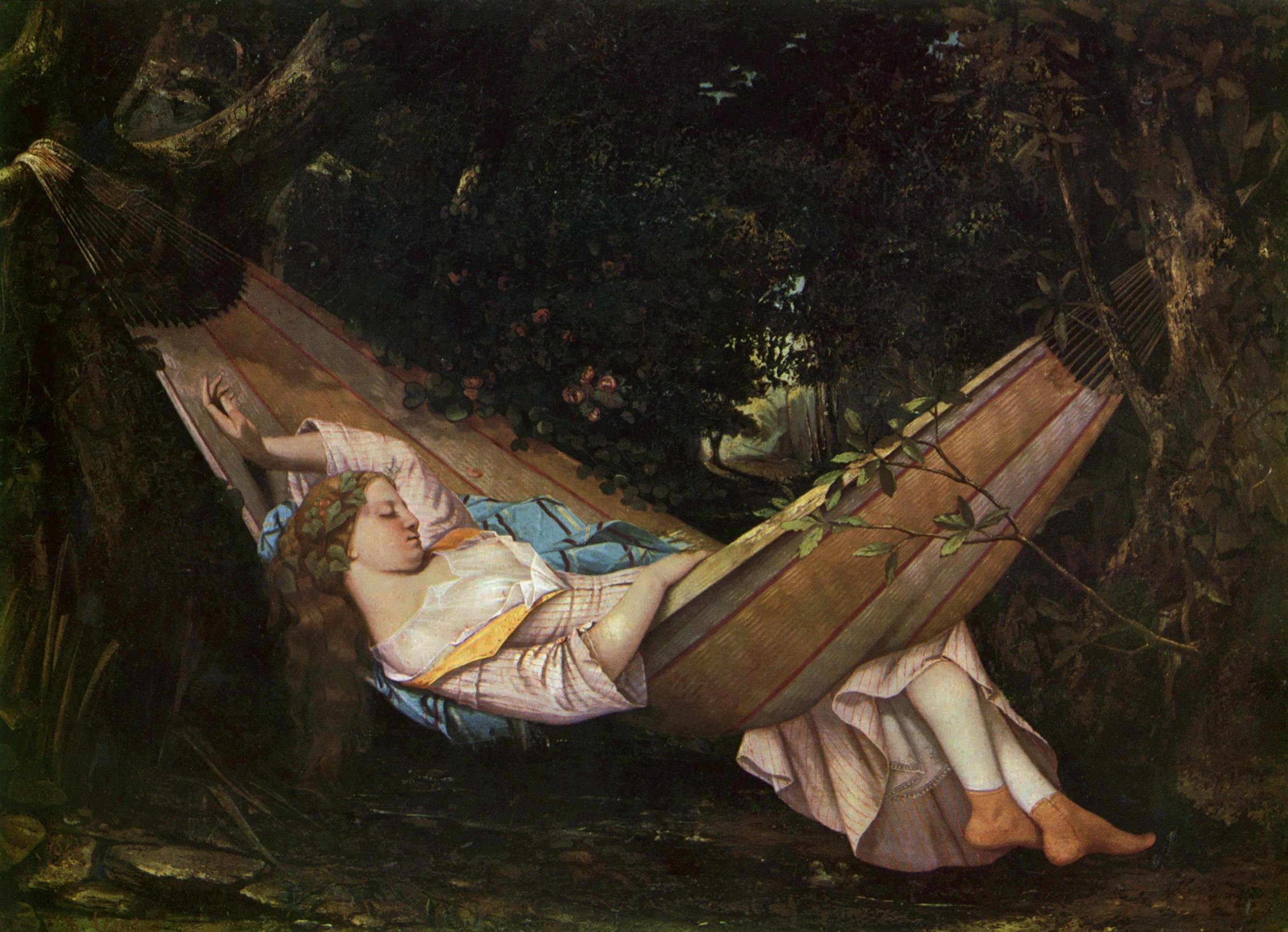
Målning av en ung kvinna som tar en siesta i skuggan.

Siesta är ett spanskt ord för middagsvila och förekommer i vissa varma länder som exempelvis Spanien och Italien. Siestan brukar vara några timmar på eftermiddagen när temperaturen ofta är som högst utomhus. Då kan människor ta en paus från sina arbeten och söka sig inomhus för att sova middag eller ta en tupplur. Vissa arbetsplatser håller tillfälligt stängt under siestan.
Ordet kommer av latinets hora sexta, ’sjätte timmen’, räknat från klockan 06.00, det vill säga klockan tolv på dagen. Siesta förekommer även i svenska ordböcker och är belagt i svenskan sedan omkring år 1780.
Kring år 2017 var det 18 procent av spanjorerna som sade sig ta en tupplur ibland och 60 procent som ansåg att de aldrig tog det. En föreställning är att siesta är kopplat till lathet eller mindre hårt arbetande folk, men många gånger kan det vara tvärtom. En rapport från Organisationen för ekonomiskt samarbete och utveckling (OECD) 2017 fastslog att spanjorerna trots sin siesta arbetade fler timmar än både britterna och tyskarna. I många länder med siesta är det vanligt att arbetsdagarna är längre men även att arbetare vistas längre tid på arbetsplatsen. I Spanien förekommer ordet presentismo, som innebär att arbetare tillbringar mer tid på arbetsplatsen än arbetsuppgifterna kräver.
Urbaniseringen har medfört att siestans betydelse i det stora har minskat med åren, men variationen mellan regioner är stor.
Under 1800-talet förekom siesta även i Sverige för exempelvis slåtterarbetare som började arbetsdagen redan under nattimmarna.

## Hälsa och dygnsrytm
Siestavanor kan till viss del ändra tiden för måltider och när man går till sängs för dagen. Särskilt långvarig sömn på dagen kan störa normal dygnsrytm och nattsömn.
Juan José Ortega, sömnforskare och vice ordförande för den spanska sovföreningen, anser att en kortare siesta under arbetsdagen kan hjälpa mot stress, stärka immunförsvaret och öka effektiviteten. Vill man ta en tupplur på dagen och i övrigt har normal dygnsrytm bör den enligt vårdupplysningen 1177 intas före klockan 15 och vara högst 15 minuter för att inte störa nattsömnen. Ett alternativ som kan ge energi är avslappningsövningar.